# Ensemble archéologique de Tarragone
L'ensemble archéologique de Tarragone est inscrit au Patrimoine mondial de l'UNESCO depuis 2000. Il s'étend autour de la ville de Tarragone.

## Listes des monuments
L'ensemble archéologique de Tarragone comprend :
| Code    | Nom                                             | Lieu                                   | Coordonnées                      |
| ------- | ----------------------------------------------- | -------------------------------------- | -------------------------------- |
| 875-001 | Murs romains de Tarragone                       | Tarragone                              | 41° 07′ 12,4″ N, 1° 15′ 32,6″ E  |
| 875-002 | L'enceinte de culte impérial                    | Tarragone                              | 41° 07′ 10,3″ N, 1° 15′ 30″ E    |
| 875-003 | Le forum provincial                             | Tarragone                              | 41° 07′ 05″ N, 1° 15′ 21″ E      |
| 875-004 | Le cirque                                       | Tarragone                              | 41° 06′ 56,9″ N, 1° 15′ 24,5″ E  |
| 875-005 | Le forum colonial                               | Tarragone                              | 41° 06′ 52,5″ N, 1° 14′ 56,6″ E  |
| 875-006 | Le théâtre romain                               | Tarragone                              | 41° 06′ 46″ N, 1° 14′ 58″ E      |
| 875-007 | L'amphithéâtre, la basilique et l'église romane | Tarragone                              | 41° 06′ 52,4″ N, 1° 15′ 31,69″ E |
| 875-008 | Le cimetière paléochrétien                      | Tarragone                              | 41° 06′ 57″ N, 1° 14′ 18″ E      |
| 875-009 | L'aqueduc                                       | 4 km au nord de Tarragone              | 41° 08′ 45″ N, 1° 14′ 38″ E      |
| 875-010 | Tour des Scipion                                | 5 km à l'est de Tarragone              | 41° 07′ 55″ N, 1° 19′ 08″ E      |
| 875-011 | La carrière de El Médol                         | 9 km au nord de Tarragone              | 41° 08′ 17″ N, 1° 20′ 21″ E      |
| 875-012 | La villa-mausolée « Centcelles »                | 4,6 km au nord-nord-ouest de Tarragone | 41° 09′ 07,6″ N, 1° 13′ 49,7″ E  |
| 875-013 | La villa « dels Munts »                         | 10 km à l'est de Tarragone             | 41° 08′ 01,8″ N, 1° 22′ 22,8″ E  |
| 875-014 | L'arc de triomphe de Berá                       | 20 km à l'est de Tarragone             | 41° 10′ 22,9″ N, 1° 28′ 07,3″ E  |